# Trafiona-zatopiona
Trafiona-zatopiona (ang. Drowning Mona) – amerykańska czarna komedia z 2000 roku w reżyserii Nicka Gomeza. Wyprodukowany przez Destination Films.
Światowa premiera filmu miała miejsce 3 marca 2000 roku. W Polsce premiera filmu odbyła się 30 stycznia 2001 roku.

## Opis fabuły
Miasteczko Verplanck w Stanach Zjednoczonych. Mona Dearly (Bette Midler) wpada autem swojego syna do rzeki i tonie. Detektyw Wyatt Rash (Danny DeVito) odkrywa, że jej śmierć nie była przypadkowa, bo samochód miał uszkodzone hamulce. Na dodatek okazuje się, że wielu mieszkańców miasta miało powody, by zabić Monę.

## Obsada
- Danny DeVito jako detektyw Wyatt Rash
- Neve Campbell jako Ellen Rash
- Bette Midler jako Mona Dearly
- Jamie Lee Curtis jako Rona Mace
- Casey Affleck jako Bobby Calzone
- Kathleen Wilhoite jako Lucinda
- William Fichtner jako Phil Dearly
- Marcus Thomas jako Jeff Dearly
- Peter Dobson jako porucznik Feege Gruber
- Tracey Walter jako Clarence

i inni